# ميدالية لورنتز

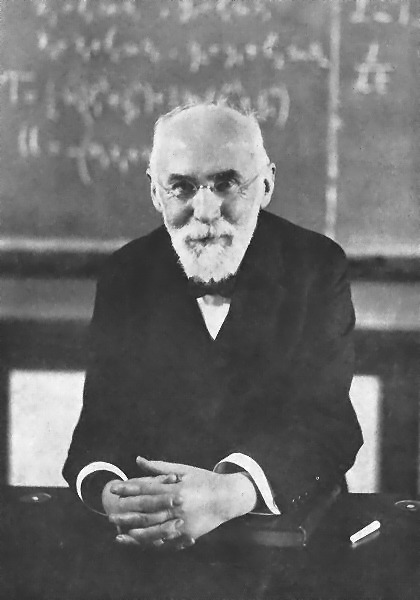

ميدالية لورنتز هي جائزة تمنحها الأكاديمية الملكية الهولندية للفنون والعلوم كل أربع سنوات. تأسست في سنة 1925 بمناسبة الذكرى ال50 للدكتوراه التي نالها هندريك لورنتز. وتعطى هذه الميدالية الذهبية للمساهمات هامة في الفيزياء النظرية، وإن كان في الماضي كانت هناك بعض التجريبيون بين متلقيها. وقد نال كثير من الفائزين بالجائزة جائزة نوبل لاحقا.

## المستلمون
| سنة  | المستلمون                     |
| ---- | ----------------------------- |
| 2010 | إدوارد ويتن                   |
| 2006 | ليو كادانوف                   |
| 2002 | فرانك ويلكزك                  |
| 1998 | كارل ويمان وإيريك ألين كورنيل |
| 1994 | الكسندر بولياكوف              |
| 1990 | بيير دي جين                   |
| 1986 | جيرارت هوفت                   |
| 1982 | اناتولي ابراجام               |
| 1978 | نيكولاس بلومبرجن              |
| 1974 | جون فان فليك                  |
| 1970 | جورج أولنبيك                  |
| 1966 | فريمان دايسون                 |
| 1962 | رودولف بييرلز                 |
| 1958 | لارس أونساغر                  |
| 1953 | فريتز لندن                    |
| 1947 | هانز كرامرز                   |
| 1939 | أرنولد سومرفيلد               |
| 1935 | بيتر ديباي                    |
| 1931 | فولفغانغ باولي                |
| 1927 | ماكس بلانك                    |

## وصلات خارجية
- صفحة جائزة لورنتز من معهد لورنتز